# Lescuraea secunda
Lescuraea secunda là một loài Rêu trong họ Leskeaceae. Loài này được Arnold mô tả khoa học đầu tiên năm 1898.